# Neftekamsk
Neftekamsk (russisk: Нефтекамск, tr. Neftekamsk; basjkirsk: Нефтекама, tr. Neftekama) er en by i Republikken Basjkortostan i den sydøstlige del af den europæiske del af Rusland. Neftekamsk er Basjkortostans fjerdestørste by med 131.942 (2021) indbyggere.

## Geografi
Neftekamsk ligger på Urals vestlige skråninger i den nordvestlige del af Basjkortostan, tæt på grænserne til Republikken Udmurtien og Perm kraj. Nær byen løber floden Kama. Afstanden til republikkens hovedstad Ufa er omkring 220 km, nærmeste by er Agidel, 30 km væk.

## Historie
Neftekamsk er en ung by. Den blev grundlagt i 1957 for udvindingen af olieforekomster, hvilket gav byen navn: Neftekamsk (dansk: ~ olieby ved Kama).
I 1963  fik Neftekamsk bystatus. I 1960'erne og 1970'erne blev der skabt flere industrier i byen, og byen at voksede. I slutningen af 1980'erne oversteg indbyggertallet i Neftekamsk for første gang 100.000.

### Befolkningsudvikling
| År   | Indbyggere |
| ---- | ---------- |
| 1959 | 2.946      |
| 1970 | 46.482     |
| 1979 | 69.586     |
| 1989 | 106.801    |
| 2002 | 122.290    |
| 2010 | 121.733    |
| 2013 | 123.540    |

Note: Data fra folketællinger

### Etnisk sammensætning
Ifølge den russiske folketælling fra 2010 er den etniske sammensætning: tatarer - 31,5%, russere - 29,7%, basjkirere - 25,8%, mariere - 9,9%, andre folkeslag - 3,1%.